# Elecciones generales del Líbano de 2018
Las elecciones generales de Líbano de 2018 se desarrollan el 6 de mayo. Son las primeras elecciones legislativas en nueve años. 3,6 millones de personas votantes están llamadas a las urnas para renovar un parlamento cuyo mandato ha sido extendido hasta en tres ocasiones, con el objetivo de salir de la paralización institucional en el país que atraviesa una difícil económica y una crisis de refugiados sin precedentes.

## Participación
49,2 %, cinco puntos por debajo de las de 2009.

## Mujeres en el nuevo parlamento
Las mujeres sólo han logrado 6 de los 128 escaños, dos más que en el parlamento anterior a pesar del número récord de candidatas femeninas -111 de los 976 candidatos, algo más del 10 por ciento- dado que la mayoría se presentaron como independientes en lugar de formar parte de las candidaturas de los partidos tradicionales y no lograron reunir suficiente apoyo para un gran avance. Las mujeres según datos de la ONU eran el 50,8 % de las personas con derecho a voto en estas elecciones.
Una de las nuevas diputadas es Paula Yacoubian, la única mujer que no salió elegida en una lista de partidos tradicionales. Tres de las mujeres elegidas lo fueron en las listas del partido Movimiento del Futuro que siguió siendo el abanderado de la comunidad musulmana suní del Líbano. Entre ellas está Bahía Hariri, diputada desde 1992, hermana del primer ministro asesinado Rafik Hariri, y tía del actual primer ministro y líder del Movimiento del Futuro, Saad Hariri. También la jurista Roula Tabsh de Beirut que se comprometió a defender los derechos de las mujeres en el parlamento, incluido garantizar que los hijos e hijas con madres libanesas y padres extranjeros puedan obtener la nacionalidad libanesa y Dima Jamali de Trípoli, la primera vez que la segunda ciudad del Líbano ha sido representada por una mujer en el parlamento.  También fueron elegidas Sethrida Geagea, casada con el líder de las Fuerzas Libanesas Samir Geagea y Inaya Ezzedine.
La escritora y periodista Joumana Haddad quedó a las puertas y finalmente no fue elegida a pesar de que en un principio con los resultados provisionales parecía haber obtenido escaño.

## Antecedentes
Estaba previsto que las elecciones generales se convocaran en el Líbano en 2014. Sin embargo, el fracaso del Parlamento al elegir un nuevo presidente, dos tercios del cuerpo extendió su propio mandato hasta 2017 en 2018.
Dado que un nuevo Presidente debería haber sido elegido por el Parlamento antes de las elecciones legislativas y debido al estancamiento que ha dado lugar a catorce intentos infructuosos de elegir un jefe de Estado, el Parlamento decidió el 5 de noviembre de 2014 ampliar su mandato 2 años, 7 meses. El estancamiento está relacionado con la situación actual en la guerra civil siria, donde ambas partes tienen como principales aliados libaneses importantes, así como las complejidades del sistema político confesional del Líbano.

## Sistema electoral
| Circunscripción                                                          | Escaños |
| ------------------------------------------------------------------------ | ------- |
| Akkar                                                                    | 7       |
| Aley-Chouf                                                               | 13      |
| Baabda                                                                   | 6       |
| Baalbek-Hermel                                                           | 10      |
| Bcharre-Zghorta-Batroun-Koura                                            | 10      |
| Beirut I                                                                 | 8       |
| Beirut II                                                                | 11      |
| Jbeil-Kesrwan                                                            | 8       |
| Marjaayoun-Nabatieh-Hasbaya-Bint Jbeil                                   | 11      |
| Metn                                                                     | 8       |
| Saida-Jezzine                                                            | 5       |
| Tripoli-Minnieh-Dennieh                                                  | 11      |
| Bekaa-Rachaya Este                                                       | 6       |
| Zahle                                                                    | 7       |
| Zahrany-Tyre                                                             | 7       |
| Fuente: Daily Star Archivado el 24 de agosto de 2018 en Wayback Machine. |         |